# Iáia Almotácime
Abu Zacaria Almotácime Iáia ibne Anácer (em árabe: أبو زكرياء المعتصم يحي بن الناصر; romaniz.: Abū Zakarīyā' Al-Mu`taṣim Yaḥyā ibn An-Nāṣir), melhor conhecido como Iáia Almotácime, foi califa almóada de 1227 a 1229 em oposição a Idris Almamune (r. 1227–1232). Foi antecedido por Abu Maomé Aladil (r. 1224–1227) e sucedido por Idris Almamune.

## Vida

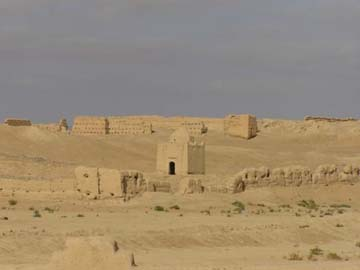
Ruínas de Sijilmassa

Almotácime era filho do califa Maomé Anácer (r. 1199–1213). Em outubro de 1227, após a morte de Abu Maomé Aladil (r. 1224–1227) em Marraquexe, assumiu o trono em oposição a Idris Almamune, que rebelou-se no Alandalus contra seu antecessor. Em outubro de 1228, foi expulso da capital por Almamune, que logo em seguida rejeitou o pilar da doutrina almóada de ibne Tumarte, talvez para obter apoio dos andalusinos contra Almotácime. Em 1229, durante alguns meses, o haféssida Abu Zacaria Iáia (r. 1229–1249), ex-governador almóada na Ifríquia e recém-declarado emir independente, reconheceu a autoridade de Almotácime antes de remover seu nome de sua cunhagem.
Em decorrência das perseguições de Almamune, vários almóadas de Marraquexe fugiram para junto de Almotácime, mas logo voltam à capital e mantem-se aliados do sucessor de Almamune, Abedalá Aluaide II (r. 1232–1242). No verão de 1235, os árabes cultes e os berberes hascuras atacaram Marraquexe, obrigando Aluaide a fugir para Sijilmassa; Almotácime ocupou-a. Aluaide reorganizou suas forças e em 1236 marchou contra Almotácime. Eles lutaram perto de Um Rabi em Augidane, onde Almotácime foi massacrado após 10 dias de combate. Ele fugiu para junto dos árabes nômades macis, que habitavam entre Fez e Taza, e foi assassinado em julho.